# Je ne suis pas là pour être aimé
Je ne suis pas là pour être aimé je francouzský hraný film z roku 2005, který režíroval Stéphane Brizé. Snímek měl světovou premiéru na filmovém festivalu v San Sebastianu dne 19. září 2005.

## Děj
Jean-Claude Delsart je soudní vykonavatel. Rozvedený padesátník žije sám a jeho jedinou činností o víkendech je navštěvovat svého nevrlého otce v domově důchodců. Jednoho dne prodělá lehké onemocnění a lékař mu doporučí sportovat. Jean-Claude se tedy přihlásí na hodinu tanga, kterou každý den sleduje oknem své kanceláře. Tam se setkává s Françoise. Navzdory věkovému rozdílu a nadcházejícímu sňatku Françoise jsou k sobě neodolatelně přitahováni.

## Obsazení
| Patrick Chesnais    | Jean-Claude Delsart                |
| Anne Consigny       | Françoise (Fanfan) Rubion          |
| Georges Wilson      | otec Jean-Clauda                   |
| Lionel Abelanski    | Thierry, snoubenec Fanfan          |
| Cyril Couton        | Jean-Yves Delsart, syn Jean-Clauda |
| Olivier Claverie    | svůdník na tanečních kursech       |
| Anne Benoît         | Hélène, sekretářka Jean-Clauda     |
| Hélène Alexandridis | sestra Françoise                   |
| Geneviève Mnich     | matka Françoise                    |
| Marie-Sohna Condé   | Rose Diakité                       |
| Isabelle Brochard   | pečovatelka                        |
| Stefan Wojtowicz    | lékař                              |
| Pedro Lombardi      | učitel tanga                       |
| Yves Lambrecht      | švagr Françoise                    |

## Ocenění
- Mezinárodní filmový festival v San Sebastiánu: Cena CEC za nejlepší film a nominace na Zlatou mušli
- César: nominace v kategoriích nejlepší herec (Patrick Chesnais), nejlepší herečka (Anne Consigny) a nejlepší herec ve vedlejší roli (Georgese Wilson)
- Evropské filmové ceny: nominace na cenu pro nejlepšího herce (Patrick Chesnais)
- Festival ve Veroně: Zvláštní cena poroty